# Тихомиров, Владимир Васильевич
Владимир Васильевич Тихомиров (1897 — 1944) — советский военачальник, генерал-майор (1940). Начальник штаба 34-й армии в период Великой Отечественной войны.

## Биография
Родился 10 декабря 1897 года в деревне Кириллово, Варнавинского уезда Костромской губернии.

### Участие в Первой мировой и Гражданской войнах
С 1916 по 1918 год служил в составе Русской императорской армии, после окончания учебной команды 207-го Моршанского запасного пехотного полка участвовал в Первой мировой войне в качестве младшего унтер-офицера и командира отделения 3-го гренадерского Перновского полка, воевал в составе Западного фронта.
С 1918 года призван в ряды РККА, с 1919 года после окончания 1-х Костромских пехотных командных курсов служил командиром отделения в 1-м запасном Костромском батальоне, участник Гражданской войны в составе батальона с 25 мая по 1 октября воевал против Северо-Западной армии генерала Н. Н. Юденича, в составе войск оборонял Петроград и участвовал во взятии Ямбурга. С 1919 по 1921 год — ротный командир 539-го стрелкового полка 60-й стрелковой дивизии 12-й армии, в составе этой армии воевал на Южном фронте и Юго-Западном фронте, в 1921 году в боях получил тяжёлое ранение. С 1921 по 1925 год — ротный командир и помощник начальника штаба 5-го Туркестанского стрелкового полка, воевал на Туркестанском фронте, в составе полка участвовал в борьбе с басмачеством. 

### Межвоенный период
С 1925 по 1926 год обучался в Высшей тактическо-стрелковой школе командного состава РККА. С 1926 года служил в составе Среднеазиатского военного округа: с 1926 по 1929 год — командир батальона и начальник штаба 7-го Туркестанского стрелкового полка, с 1929 по 1930 год — начальник штаба 4-го Туркестанского горнострелкового полка.
С 1930 по 1934 год обучался на восточном факультете  Военной академии РККА имени М. В. Фрунзе. С 1934 по 1937 год на педагогической работе на КУКС при РУ РККА в качестве преподавателя общей тактики. В 1937 году служил в Белорусском военном округе в качестве начальника разведывательного отделения 11-го стрелкового корпуса. С 1937 по 1939 год обучался в Академии Генерального штаба РККА. 11 апреля 1939 года Приказом НКО СССР ему было присвоено звание	комбриг. С 1939 по 1940 год         — заместитель начальника штаба Забайкальском военном округе. 

### Великая Отечественная война
С 21 февраля 1940 по 26 июля 1941 год — начальник штаба 47-го стрелкового корпуса в составе 4-й армии Западного особого военного округа (с 22 июня 1941 года — Западного фронта). 4 июня 1940 года Постановлением СНК СССР № 945 присвоено звание генерал-майор. В составе корпуса и армии с 22 июня принимал участие в приграничном сражении в Белоруссии, в том числе в районе Бреста, с 10 июля по 10 сентября в Смоленском сражении.
С 26 июля по 27 августа 1941 года — начальник штаба 34-й армии в составе Резервного фронта и Северо-Западного фронта, в составе армии участвовал в контрударе под Старой Руссой. С сентября 1941 года по январь 1942 года — начальник штаба оперативной группы 7-й отдельной армии, войска этой группы армия обороняли рубеж по реке Свирь между Онежским и Ладожским озёрами.
С февраля по март 1942 года — начальник штаба 5-го гвардейского стрелкового корпуса 16-й армии, в составе своего корпуса и армии был участником наступательных боёв на гжатском направлении битвы за Москву. 
С июня по октябрь 1942 года состоял в распоряжении члена Государственного комитета обороны маршала К. Е. Ворошилова. С октября 1942 по апрель 1943 года — командир 9-й отдельной стрелковой бригады (с 1943 года — 13-я гвардейская отдельная стрелковая бригада) в составе 64-й армии Сталинградского фронта и Донского фронта, в составе армии участвовал в битве под Сталинградом, за разгром немецкой группировки под Сталинградом был награждён орденом Красного Знамени. С 25 апреля 1943 по 29 января 1944 год — командир 93-й гвардейской стрелковой дивизии в составе Воронежского и Степного фронтов участвовал в Курской битве, в Белгородско-Харьковской наступательной операции при освобождении во взаимодействии с другими соединениями армии и фронта с 5 августа — Белгорода  и 23 августа — Харьков. За отличия в боях при освобождении Харькова дивизия под руководством В. В. Тихомирова была удостоена почётного наименования «Харьковская», сам он за эти операции был награждён орденом Кутузова 2-й степени. В конце сентября дивизия была выведена в резерв Ставки ВГК. В начале декабря включена в 5 гвардейскую армию 2-го Украинского фронта и участвовала в наступательной операции на криворожском направлении, в ходе которой во взаимодействии с другими соединениями освободила 8 декабря — Новая Прага и 11 декабря — Новгородка.
Скончался 30 января  1944 года от болезни на 2-м Украинском фронте, похоронен в селе Новая Прага Кировоградской области.

## Награды
- Орден Красного Знамени (9.03.1943)[9];
- Орден Кутузова II степени (1.11.1943)[12];
- Юбилейная медаль «XX лет Рабоче-Крестьянской Красной Армии» (1938);
- Медаль «За оборону Сталинграда»[13].